# Led Zeppelin
I Led Zeppelin sono stati un gruppo musicale hard rock britannico formato nel 1968, considerato tra i grandi innovatori del rock e tra i principali pionieri dell'hard & heavy.
La loro musica, le cui radici affondano in generi diversi tra cui blues, rockabilly e folk, ha costituito una formula completamente inedita per l'epoca, finendo con l'influenzare in qualche modo tutti i gruppi rock del loro tempo e del futuro. Il gruppo, scioltosi nel 1980 a seguito della morte del batterista, fu composto per l'intero periodo della sua attività da Robert Plant (voce, armonica), Jimmy Page (chitarre), John Paul Jones (basso, tastiere) e John Bonham (batteria, percussioni). In seguito alla morte di Bonham, Page e Plant hanno proseguito la propria attività musicale come solisti, incidendo insieme gli album No Quarter: Jimmy Page and Robert Plant Unledded e Walking into Clarksdale e ritrovandosi occasionalmente per esibirsi dal vivo nel corso di eventi commemorativi o celebrativi. I Led Zeppelin sono tra i gruppi di maggior successo commerciale nella storia della musica moderna: dal 1968 ad oggi il gruppo ha venduto oltre 300 milioni di dischi. Nel 2007, a seguito dell'incredibile richiesta di biglietti per la loro esibizione all'The O2 Arena di Londra (oltre 20 milioni di richieste in circa 24 ore), il gruppo è entrato nel Guinness dei primati per la "maggior richiesta di biglietti per una singola esibizione dal vivo".
Il 12 gennaio 1995 i Led Zeppelin sono stati introdotti nella Rock and Roll Hall of Fame. In una classifica stilata nel 2003 dalla rivista Rolling Stone, i Led Zeppelin risultano al 14º posto tra i 100 migliori artisti di tutti i tempi: la stessa Rolling Stone ha avuto modo di definire a più riprese i Led Zeppelin come "Il gruppo più heavy di tutti i tempi, indiscutibilmente uno dei gruppi più duraturi della storia del rock" e "il gruppo più importante degli anni settanta". Nella stessa misura, la Rock and Roll Hall of Fame ha affermato che l'influenza che il gruppo ha esercitato negli anni settanta è «rilevante come quella che i Beatles hanno avuto nel decennio precedente» e l'emittente VH1 ha definito i Led Zeppelin come «il più importante gruppo hard rock della storia».
La discografia del gruppo comprende nove album in studio pubblicati dal 1969 al 1982 a cui si devono aggiungere un album live e altri album di raccolte e live pubblicati dopo il 1982. A partire dagli anni novanta hanno visto la luce diverse raccolte di brani, editi e inediti, e alcune incisioni di spettacoli dal vivo risalenti al periodo di attività. Degna di segnalazione è anche la circolazione di un cospicuo numero di bootleg sul mercato "non ufficiale".

## Storia del gruppo

### The New Yardbirds (1966-1967)

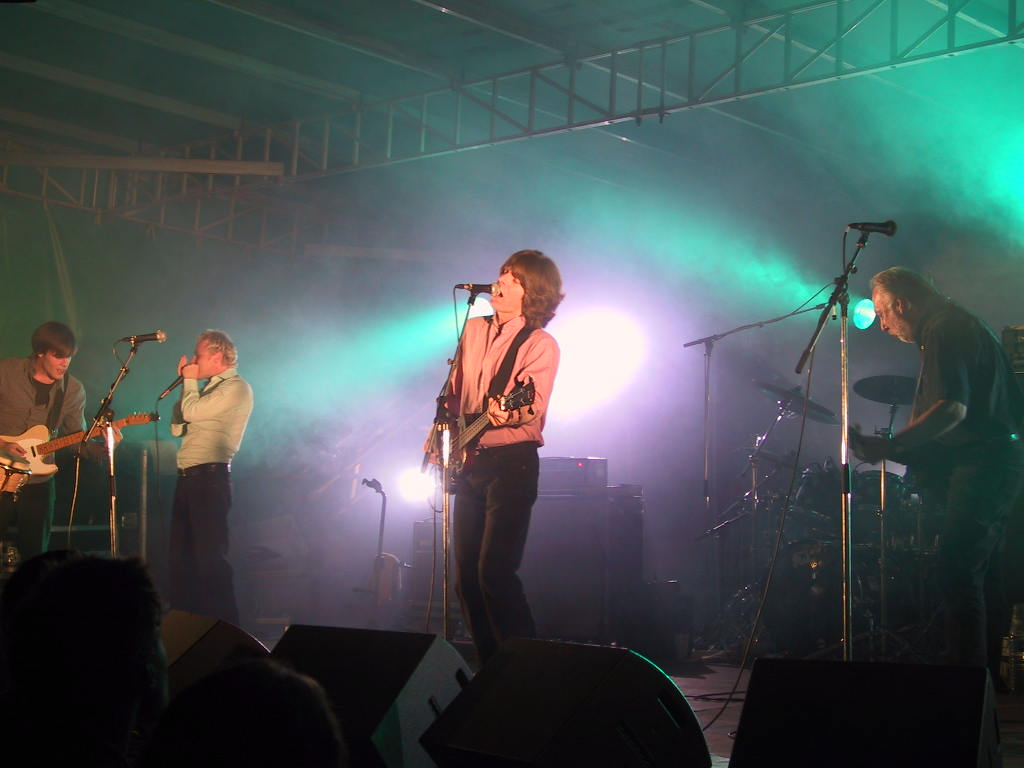
Gli Yardbirds, il primo gruppo di Jimmy Page, in concerto nel 2006

Dopo un inizio di attività artistica che lo fece conoscere come uno dei migliori session man britannici, Jimmy Page si unì nel 1966 agli Yardbirds, gruppo blues rock del Regno Unito. In un primo tempo ricoprì il ruolo di bassista, sostituendo Paul Samwell-Smith, per poi divenire il secondo chitarrista solista, al fianco di Jeff Beck.
A seguito dell'abbandono di Beck nell'ottobre dello stesso anno, Page volle proporre al chitarrista la creazione di un nuovo gruppo, formato, oltre che da loro due, da Keith Moon e John Entwistle, rispettivamente batterista e bassista dei The Who. Il gruppo, pur non essendo mai stato ufficialmente fondato, si trovò nello stesso anno in sala di registrazione per incidere il brano Beck's Bolero. Alla registrazione partecipò anche John Paul Jones, bassista e tastierista, il quale disse a Page che sarebbe stato interessato a collaborare con lui.
Nel luglio 1968 gli Yardbirds suonarono il loro ultimo concerto. Nonostante ciò, il gruppo si era già impegnato per una tournée in Scandinavia: il batterista Jim McCarty e il cantante Keith Relf autorizzarono quindi Page e il bassista Chris Dreja ad usare il nome "Yardbirds" per portare a termine gli impegni. In un primo tempo Page chiese a Terry Reid di divenire il nuovo cantante degli Yardbirds, ma questi declinò l'offerta, indicando Robert Plant, un cantante di Birmingham. Plant accettò il posto, e consigliò a sua volta il batterista John Bonham, conosciuto durante una precedente esperienza musicale. Nel frattempo Dreja si tirò fuori dal progetto per potersi dedicare alla sua passione per la fotografia, e John Paul Jones, consigliato da sua moglie, contattò Page per proporsi come sostituto. Il chitarrista, riconoscendo le qualità di Jones, lo accettò all'interno del gruppo.
Prima di partire per la tournée i quattro parteciparono all'ultimo giorno delle registrazioni dell'album Three Week Hero di P. J. Proby, la prima registrazione dei futuri Led Zeppelin.
La formazione provvisoria partì per la tournée in Scandinavia con il nome di The New Yardbirds: al termine dei concerti fu deciso di cambiare il nome del gruppo. Sulla sua origine esistono diverse spiegazioni. Secondo la più accreditata, Keith Moon e John Entwistle riferirono che un supergruppo composto da loro, Jimmy Page e Jeff Beck, sarebbe volato in basso come un Lead Zeppelin (Zeppelin è un tipo di dirigibile). Richard Cole, manager degli Yardbirds, che aveva assistito al colloquio, riferì il tutto a Page.

Alcuni mesi dopo, al momento di scegliere il nuovo nome in sostituzione di The New Yardbirds per il gruppo che aveva formato, Page ripensò al nome "Lead Zeppelin". In seguito, Page dichiarò: 
(Jimmy Page)
 Inoltre l'espressione (quasi un ossimoro nel riferimento pesante/leggero) era riferibile al nome di un altro complesso rock, gli Iron Butterfly (farfalla di ferro), all'epoca in auge.
Il nome venne accettato da tutti, ma Lead venne cambiato nell'omòfono Led per evitare ambiguità di pronuncia, dovute al fatto che esistono due termini lead in inglese, di due etimologie e due suoni distinti: oltre a "piombo" (pronuncia /lɛd/), può significare anche "guida" (pronuncia /liːd/).

### Le prime incisioni e l'immediato successo (1968-1970)
(Rolling Stone)

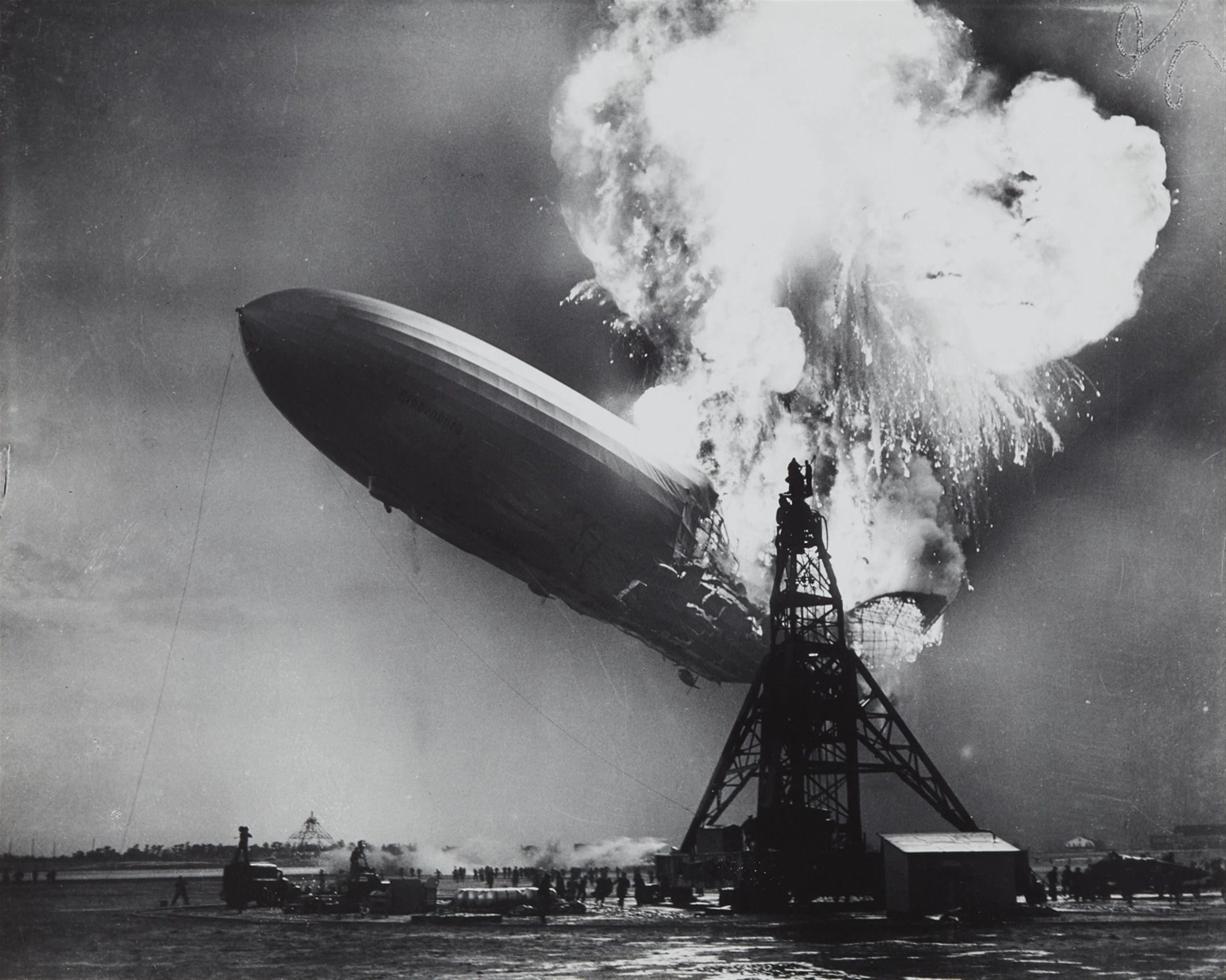
Lo zeppelin LZ 129 Hindenburg in fiamme, rappresentato sulla copertina del primo album della band.

Il produttore discografico Peter Grant, che in passato aveva già collaborato con The Yardbirds, riuscì a procurare ai Led Zeppelin un contratto con Atlantic Records, del valore di circa 200 000 dollari; una cifra tra le più alte dell'epoca trattandosi di un gruppo musicale esordiente.
Il 12 gennaio 1969, subito dopo il loro primo, breve tour negli Stati Uniti d'America, i Led Zeppelin pubblicarono il loro primo disco, intitolato semplicemente Led Zeppelin e registrato agli Olympic Studios di Londra sul finire del 1968. L'album fu un ottimo inizio, e riuscì in due mesi a raggiungere la top 10 della classifica Billboard 200, ricevendo il disco d'oro nel luglio del 1969.
I brani, caratterizzati da una combinazione di influenze blues, folk e rock unite a uno stile heavy, ne fecero una delle incisioni più importanti nello sviluppo in chiave dura del rock, imponendo il gruppo sul mercato internazionale, soprattutto negli Stati Uniti.
Uno degli elementi del disco d'esordio che più risultarono innovativi, nel lungo periodo, fu proprio il suono che Page, forte della sua lunga esperienza come turnista di studio, riuscì a conferire alle registrazioni. L'intenzione era sostanzialmente quella di riprodurre il sound che il gruppo aveva consolidato nelle sue prime esibizioni dal vivo. Si decise dunque di lavorare in modo rapido e immediato per riuscire a dare al tutto la stessa continuità di un live, concentrando le registrazioni e riducendo all'essenziale le sovraincisioni: in questo modo, l'intero disco venne messo su nastro e missato nello spazio di appena trenta ore.
A questo si aggiunsero gli inediti artifici tecnici che Page aveva in serbo da lungo tempo: la sua idea di produrre una sorta di live in studio, infatti, si basava essenzialmente su una certa sonorità che era solito definire «ambientale». La maggior parte dei produttori, all'epoca, piazzava semplicemente un microfono davanti a ogni amplificatore: Page invece ebbe l'intuizione di aggiungerne un secondo, a distanza, in prospettiva frontale con l'amplificatore, e di registrare la media tra i due, riuscendo a catturare il feeling di un'esibizione dal vivo anche in una stanza.

Molti anni dopo Robert Plant, in un'intervista al riguardo, ricorderà: 
Tuttavia, Plant ha sempre scoraggiato la critica nel giudicare il gruppo «affine al solo genere metal», viste le numerose componenti alla base della loro musica, non ultima quella folk e acustica. Nel disco/intervista Profiled, Page ha dichiarato che per incidere l'album sono state necessarie appena 36 ore e che il prezzo del lavoro, compresa la copertina, è stato di 1.750 sterline.
Composto on the road durante il tour del primo album, sempre nel 1969, uscì il secondo disco, Led Zeppelin II, nel quale il gruppo sviluppa in maniera esplicita la musicalità hard rock. Il brano d'apertura, Whole Lotta Love, si apre con un riff di chitarra aggressivo, seguito dal supporto del basso e, in una sequenza crescente, dall'intervento della voce e della batteria. Il pezzo è stato spesso definito l'emblema dello stile musicale del gruppo. Questo album venne anche chiamato dai fan il bombardiere marrone a causa del colore che domina la copertina e dell'immagine dello zeppelin sullo sfondo. Forse il più duro di tutti gli album della band, raggiunse il primo posto delle classifiche, in due mesi, e vi rimase per circa sette settimane di fila; rimanendo nelle classifiche statunitensi negli anni seguenti.
A seguito dell'uscita dell'album, il gruppo partì per una nuova tournée: i loro concerti duravano anche più di quattro ore, e sul palco la band eseguiva versioni delle loro canzoni più lunghe e piene di improvvisazioni rispetto alla loro versione in studio, aggiungendo spesso anche rielaborazioni di brani soul, in particolare di James Brown, di cui Jones e Bonham erano estimatori.
Per ricercare la giusta ispirazione per i brani del loro terzo disco, Led Zeppelin III, i due frontmen del gruppo si concessero un periodo di riposo con le rispettive famiglie a Bron-Yr-Aur, remota località tra i monti del Galles, in un cottage immerso nel verde in cui non era disponibile neppure l'elettricità. Le serate passavano davanti al fuoco a bere birra e a suonare la chitarra acustica, mentre i roadies vennero incaricati di cucinare e occuparsi della casa. Questa potrebbe essere la spiegazione delle caratteristiche acustiche di diversi brani dell'album, in particolare Gallows Pole e Bron-Y-Aur Stomp, nei quali sono chiaramente individuabili echi del folk britannico, svelanti un differente e nuovo aspetto dell'abilità chitarristica di Page.
Le tracce, tuttavia, vennero incise in una villa di campagna a Headley Grange, nel tentativo di ricreare l'atmosfera rurale che aveva ispirato i brani del disco: per far ciò, venne utilizzato uno studio di registrazione mobile. Il disco fu caratterizzato da una notevole versatilità, alternando brani tipicamente hard (Immigrant Song) a composizioni acustiche dal piglio tetro e mistico (Friends), brani blues (come la celebre Since I've Been Loving You, registrata in presa diretta) o rock (Celebration Day), a pezzi di vaga ispirazione west-coast e psichedelica (Tangerine).
Anche questo disco, come il secondo, ottenne un elevato riscontro di vendite e nonostante le aspre critiche mosse dalla stampa, non tardò ad arrivare primo nelle classifiche di Stati Uniti e Regno Unito. Mentre i Led Zeppelin volevano dimostrare con questo album di avere una sensibilità e un gusto che andavano anche oltre le "bombardate a tappeto" tipiche del secondo album, la stampa lo interpretò invece come un infiacchimento. Alcuni commenti furono così offensivi da toccare profondamente i componenti del gruppo, i quali, troncati i già tormentati rapporti con i media, iniziarono subito le sessioni di registrazione del quarto album senza intraprendere alcuna tournée.

### Il quarto album e la maturità (1971-1975)
(Brian May, Queen)

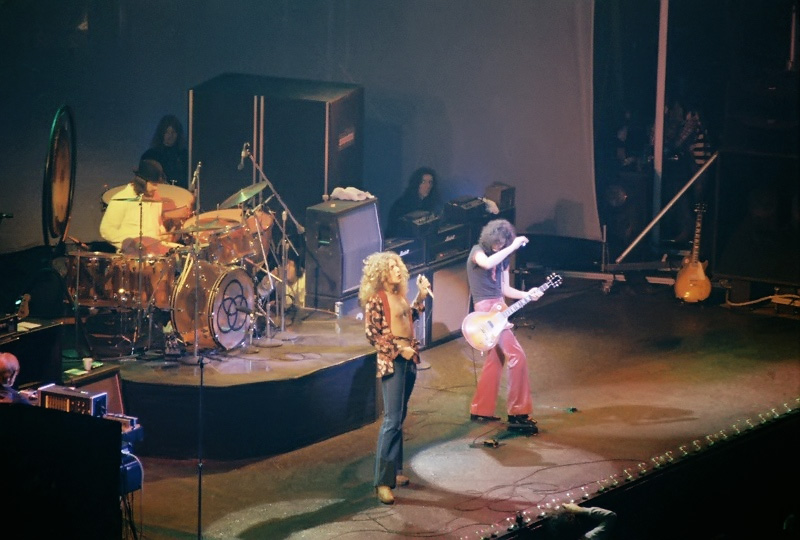
I Led Zeppelin in un concerto a Chicago nel 1975.

Il quarto disco è stato probabilmente il più importante per la storia della band: conteneva canzoni che spaziavano fra diversi generi e che contribuirono alla creazione del mito attorno al gruppo. In questo album si fusero tutte quelle influenze folk-celtiche che avevano caratterizzato Led Zeppelin III e gli elementi hard rock del bombardiere marrone.
Ufficialmente senza titolo, la Atlantic Records ottenne che almeno i musicisti scegliessero un simbolo ciascuno che li rappresentasse e che comparisse in copertina: fu così che Page scelse un simbolo che ricorda vagamente la scritta ZoSo, Robert Plant una piuma racchiusa in un cerchio, John Paul Jones un cerchio con tre punte e John Bonham tre cerchi intrecciati. Solitamente l'album viene erroneamente indicato come Led Zeppelin IV, Runes Album o ZoSo. Pubblicato nel novembre 1971, l'album non raggiunse mai la vetta della Billboard 200, ma questo non gli impedì di divenire il disco più venduto e noto della band, e nel corso di quattro decenni avrebbe raggiunto le 37 milioni di unità vendute.
L'incisione include brani hard rock come Black Dog o dal sapore mistico-folk come The Battle of Evermore che rievoca una battaglia vichinga, con tanto di guerrieri e cavalcate nelle praterie (anche frutto delle letture di Plant del periodo) o brani contenenti una combinazione di vari generi, come Stairway to Heaven, probabilmente la loro canzone più famosa e osannata radio hit. Proprio in questa vengono sintetizzati tutti gli elementi musicali del gruppo, tanto che venne sempre considerata dallo stesso come proprio inno personale.

I Led Zeppelin in una via di Milano (1971)

Durante il tour conseguente a questo album, il più grande per dimensioni, ebbe luogo l'unica data italiana mai programmata dei Led Zeppelin. Il concerto si tenne il 5 luglio 1971 al Velodromo Vigorelli di Milano durante una tappa della manifestazione canora Cantagiro, in cui i Led Zeppelin suonarono come ospiti. Il concerto, a causa di scontri fra il numeroso pubblico e le forze dell'ordine, che reagirono sparando lacrimogeni in mezzo alla folla, durò solamente ventisei minuti. I quattro Led Zeppelin furono infatti costretti ad abbandonare il palco e la loro strumentazione, che però venne recuperata, e a barricarsi dietro le quinte.
A metà febbraio 1972 i quattro intrapresero la prima tournée in Australia. Dopo un mese di concerti e una tappa in India dove Plant e Page registrarono alcune session con musicisti locali, il gruppo tornò nel Regno Unito.
Dopo aver completato il settimo tour del 1972, i Led Zeppelin si ritirarono dalle scene e iniziarono la registrazione del loro quinto album. A questo proposito, nel maggio, la band si ritirò a Stargroves, una tenuta di campagna di proprietà di Mick Jagger dove era installato uno studio di registrazione mobile, il Rolling Stones Mobile Studio, che era già stato utilizzato in diverse occasioni da The Who e che in seguito sarebbe stato impiegato anche da altri artisti come Deep Purple, Status Quo, Bob Marley e Iron Maiden.

Il 21 giugno, il gruppo iniziò l'ottavo tour negli Stati Uniti d'America, trionfale per quanto riguarda il successo di pubblico, estremamente deludente per la reazione della stampa. Il problema era che gli Zeppelin erano noti quasi esclusivamente alle frange adolescenziali. In particolare, quel tour fu completamente ignorato dalla stampa perché venne svolto in concomitanza con quello dei Rolling Stones che godevano di maggior favore. Inoltre i Led Zeppelin avevano sempre avuto un pessimo rapporto con i giornali: per quanto riguarda le testate del Regno Unito, era "guerra aperta", mentre quelle statunitensi avevano quasi paura di loro perché erano note le loro bravate dei primi tour, tanto da portare a pensare alla band come un quartetto di selvaggi fustigatori. Plant avrebbe detto: 
(Robert Plant)

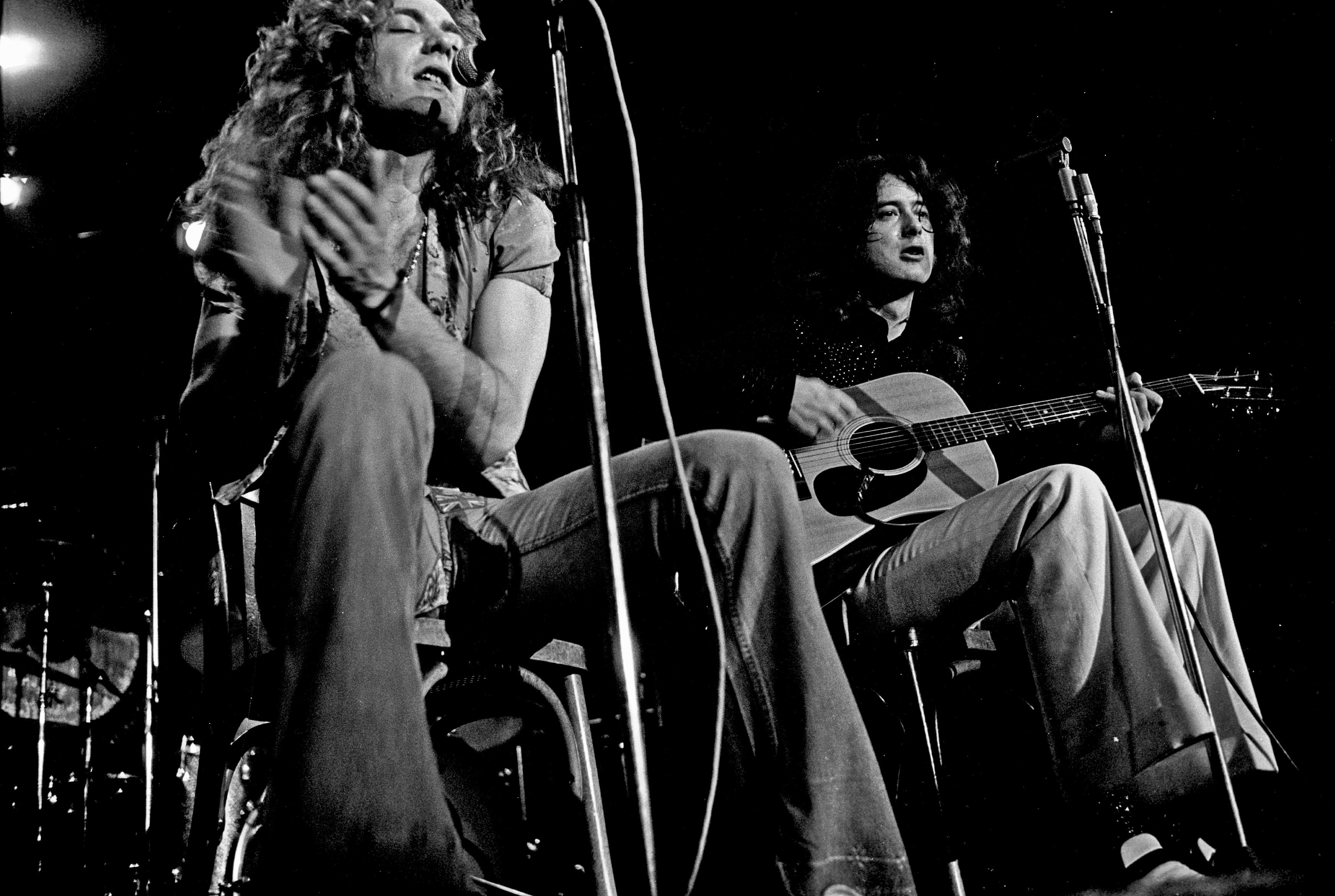
Robert Plant e Jimmy Page unplugged ad Amburgo, marzo 1973

Nel marzo 1973 uscì quindi Houses of the Holy che, come il quarto album, non avrebbe dovuto avere titolo; si decise poi diversamente, ma per una delle innumerevoli, singolari congiunture che da sempre caratterizzano la storia della musica il brano omonimo sarebbe stato pubblicato non nell'album che ne condivideva il nome ma nel successivo Physical Graffiti. Houses of the Holy è caratterizzato da brani di durata più estesa, dall'uso (inedito per il gruppo) del sintetizzatore, e dall'importante contributo di Jones nell'utilizzo del mellotron. Canzoni quali The Song Remains the Same, No Quarter e The Rain Song si imposero ben presto come classici del rock.
Nello stesso anno i Led Zeppelin effettuarono una nuova tournée negli Stati Uniti d'America, caratterizzata da un enorme riscontro di pubblico: al Tampa Stadium, in Florida, suonarono di fronte a 56 800 spettatori, superando il record allora detenuto dai Beatles con il concerto del 1965 allo Shea Stadium. Con lo spettacolo, tenutosi in tre notti, al Madison Square Garden di New York, il tour raggiunse il suo apice e segnò il tutto esaurito. Le esibizioni vennero registrate con l'intenzione di ricavarne un film.
Nel 1974 i Led Zeppelin fondarono un'etichetta discografica, la Swan Song Records, utilizzandola non solo come veicolo per promuovere i propri dischi, ma anche per lanciare nuovi e vecchi artisti quali Bad Company, The Pretty Things, Maggie Bell, Detective, Dave Edmunds, Midnight Flyer, Sad Café e Wildlife.
Nel 1975 uscì per l'etichetta Swan Song Records Physical Graffiti, il loro primo album doppio. Il disco comprendeva brani registrati per gli ultimi tre album, ma non inclusi negli stessi, assieme a nuove incisioni. Il gruppo dimostrò ancora una volta di poter spaziare su differenti generi musicali, come nella melodica Ten Years Gone, nell'acustica Black Country Woman, nella trascinante Trampled Under Foot e nell'orientaleggiante Kashmir.
L'enorme successo riscosso dall'album, che arrivò in prima posizione nelle classifiche britanniche e statunitensi, e il clamore che suscitò presso il pubblico ebbero un effetto galvanizzante per la reputazione internazionale del gruppo: nonostante i record di vendita già realizzati con i precedenti lavori, contestualmente all'uscita del nuovo album tutti i precedenti dischi dei Led Zeppelin rientrarono contemporaneamente nella classifica dei 200 album più venduti, fatto mai verificatosi prima nella storia del rock.

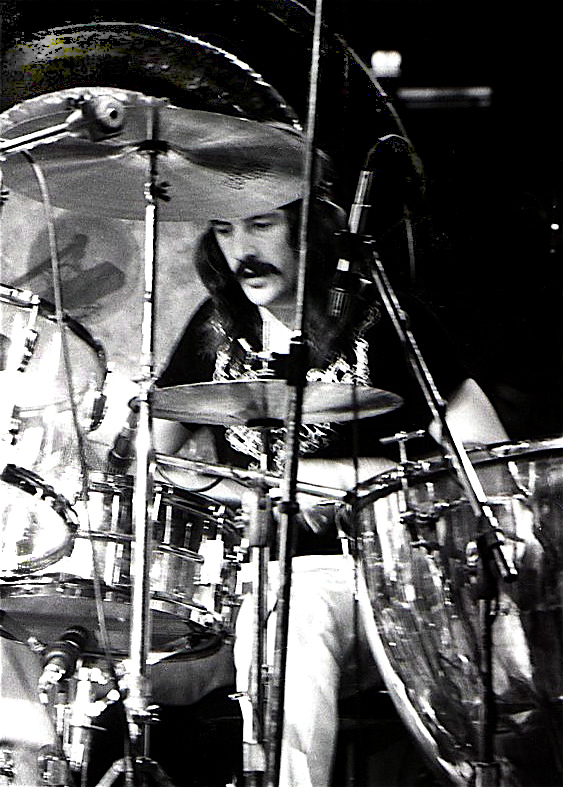
John Bonham in un concerto nel 1975

Successivamente il gruppo iniziò una nuova tournée, caratterizzata ancora una volta da un grande successo di pubblico, partita dagli Stati Uniti e terminata nel Regno Unito, dove la band si esibì per cinque volte all'Earls Court di Londra, facendo registrare il tutto esaurito; le registrazioni di questi spettacoli sarebbero state pubblicate circa 28 anni più tardi. A questo punto della loro carriera, i Led Zeppelin erano considerati il complesso più grande del mondo, tanto che avrebbero meritato la definizione, da parte della stampa, di "Biggest Band of the seventies".
Se la popolarità del gruppo sul palco e in sala d'incisione apparve notevole, altrettanto lo fu la loro reputazione per gli eccessi e per l'eccentricità fuori scena. I Led Zeppelin viaggiavano con un jet privato chiamato Starship, occupavano interi piani degli alberghi e iniziavano ad essere protagonisti di note scene di dissolutezza (distruzione di intere camere d'albergo, avventure sessuali, uso smodato di droga e alcool). Molte persone vicine al gruppo descrissero queste loro imprese in vari libri, ma molti di questi racconti furono poi smentiti dagli stessi interessati.
Nel 1976 i Led Zeppelin interruppero la loro attività musicale per occuparsi della produzione di Fantasy, film concerto tuttora inedito.
Il 4 agosto 1975 Robert Plant e sua moglie Maureen, in vacanza nell'isola di Rodi, ebbero un drammatico incidente d'auto. Con loro vi erano i due figli della coppia e Scarlet, la figlia di Jimmy Page, che rimasero miracolosamente illesi: diversamente andò per Robert e Maureen, che riportarono gravissime lesioni. Maureen, in particolare, era in fin di vita a causa di diverse fratture craniche e pubiche e dovette essere trasportata in Inghilterra con un aereo privato per poter essere operata d'urgenza. Robert ne uscì decisamente malconcio, pur non essendo in pericolo di vita; ingessato dalla testa ai piedi e inchiodato su una sedia a rotelle, si vide imporre sei mesi di prognosi prima di poter riprendere a camminare.
La conseguenza fu ovvia: i Led Zeppelin dovettero annullare il tour di trenta concerti negli Stati Uniti e in Sudamerica che avevano pianificato, e così per le successive tournée australiane e giapponesi. L'incidente aveva mandato in fumo la prospettiva di introiti principeschi, per non parlare del momento di grazia che il gruppo stava vivendo.
La lunga degenza che si prospettava costrinse il gruppo a un'altra mossa forzata: la registrazione di un nuovo disco di studio e successivamente la riproposizione del progetto cinematografico del 1973, temporaneamente abbandonato, il tutto al fine di riempire il periodo della loro assenza forzosa dalle scene.

### Gli ultimi anni (1976-1980)

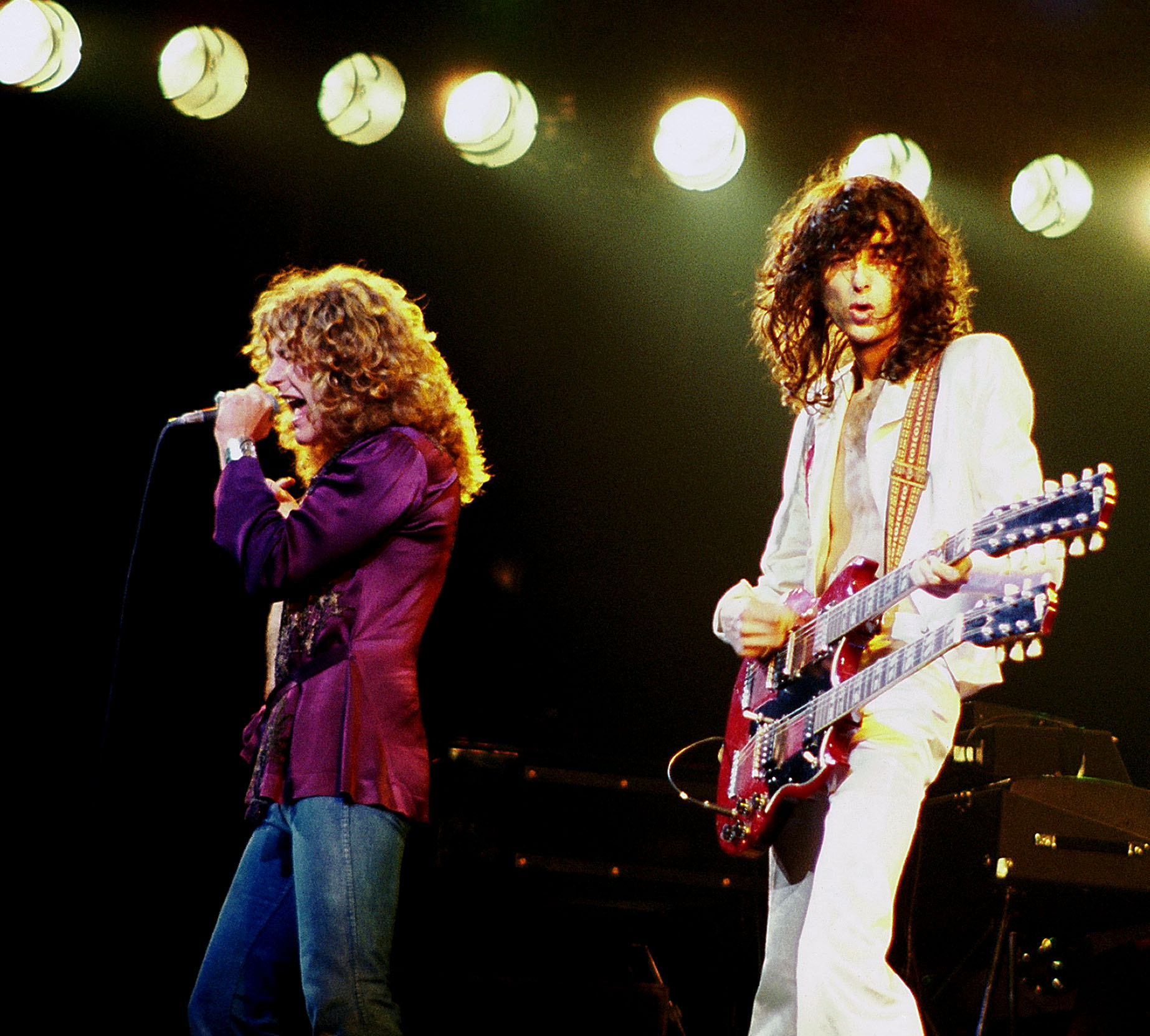
Robert Plant e Jimmy Page in un concerto a Chicago nel 1977

Impossibilitato a riprendere le esibizioni dal vivo, il gruppo si recò a Malibù e ritornò in studio per registrare il settimo disco, Presence. Sebbene fosse arrivato in testa alle classifiche del Regno Unito e statunitensi e gli fosse stato conferito rapidamente il disco di platino, molti lo considerarono un prodotto non all'altezza dei precedenti. Quell'anno, dopo l'incidente di Plant e famiglia, l'atmosfera peggiorò, tanto che Peter Grant affermò che c'era qualcosa che non andava; i quattro decisero inoltre di andare in esilio per sfuggire alla elevata pressione fiscale inglese sui guadagni delle stelle della musica.
Per questo il 1976 si rivelò un anno instabile, senza punti di riferimento, nel quale sia Plant che Bonham sentirono la lontananza delle famiglie come un grande peso, il cui riflesso era riscontrabile nel loro ultimo album, inciso a Monaco di Baviera in uno studio di registrazione, il Musicland Studios, talmente richiesto che il gruppo trovò solo tre settimane di disponibilità, al termine delle quali si sarebbe dovuto far spazio ai Rolling Stones. Page riuscì ad ottenere una settimana in più, e nel giro di meno di un mese l'album venne ultimato.
Piuttosto che supportare Presence con un tour, verso la fine del 1976, il gruppo decise di far uscire nelle sale cinematografiche il film concerto The Song Remains the Same, assieme alla relativa colonna sonora, frutto del montaggio di varie registrazioni effettuate ai concerti del 1973 al Madison Square Garden di New York: questo è rimasto l'unico documento filmato delle loro esibizioni sul palco per oltre vent'anni.
Nel 1977 i Led Zeppelin iniziarono un nuovo tour negli Stati Uniti d'America, esibendosi fino a cinque volte consecutive in città quali Chicago, Los Angeles e New York, mentre le esibizioni di Seattle e Cleveland vennero utilizzate per le incisioni di bootleg. Alla fine dell'esibizione al Day on the Green Festival di Oakland, arrivò la notizia della morte del figlio di Plant, Karac, a causa di una infezione allo stomaco.
La tournée venne interrotta e immediatamente ripresero a circolare le voci sulla maledizione gravante sui componenti del complesso, presunta conseguenza dell'interesse di Page per il mondo dell'occulto. Lo shock provocato dalla morte del figlio portò Plant a prendere in considerazione l'idea di lasciare la band. Solo nell'anno successivo, dopo una serie di incontri nel castello di Clearwell, nella foresta di Dean, con gli altri tre membri del gruppo, decise di proseguire.
Durante l'autunno del 1978 il gruppo rientrò in sala d'incisione (i Polar Studios degli ABBA, in Svezia), per la registrazione di In Through the Out Door. Il disco comprendeva brani in stile rock come In the Evening, la tropicaleggiante Fool in the Rain, la ballata All My Love (dedicata al figlio di Plant) e Carouselambra, considerata un tentativo di avvicinamento al genere rock progressivo. Le prime copie in vinile di In Through the Out Door furono pubblicate in una confezione di cartone completamente anonima. Aprendola ci si trovava di fronte alla copertina dell'album, la quale era però totalmente a righe bianche e nere: la vera copertina sarebbe apparsa detergendo con acqua la superficie coperta di righe. A ciò si aggiunse la volontà del gruppo di utilizzare sei copertine diverse per la commercializzazione del disco, rendendo così un'incognita l'aspetto grafico di ogni copia dell'album in circolazione.

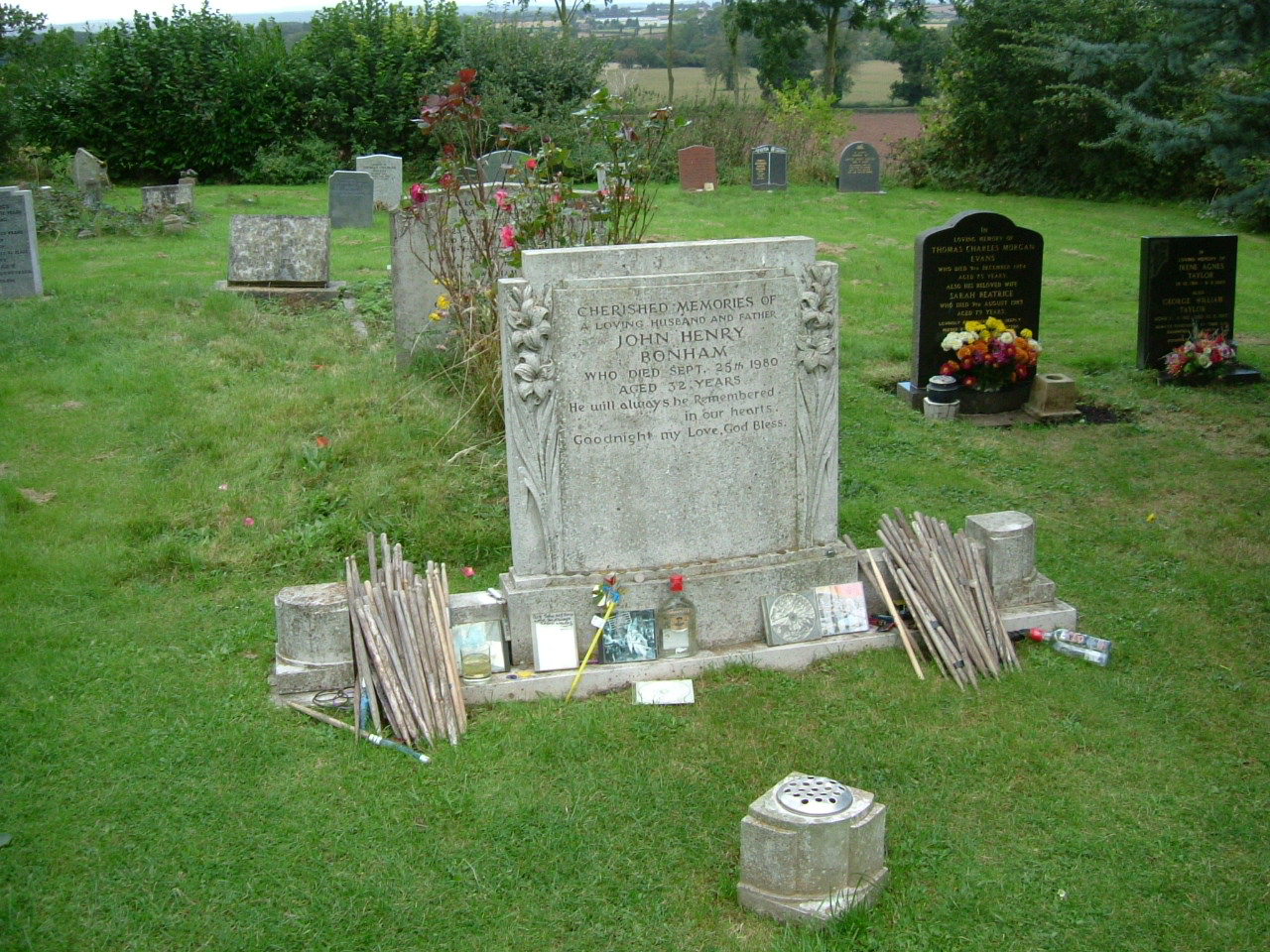
La tomba di Bonham a Rushock.

Dopo un decennio di incisioni ed esibizioni dal vivo, il gruppo cominciò ad essere considerato "sorpassato" da alcuni critici, anche perché i gusti musicali si andavano orientando verso la disco music e il punk rock; ciò nonostante, i Led Zeppelin potevano ancora contare su legioni di appassionati, e il loro ultimo disco raggiunse il primo posto nelle classifiche di vendita di Stati Uniti d'America e Regno Unito.
Durante le sessioni di Back to the Egg, uno degli ultimi lavori di Paul McCartney con i Wings, John Paul Jones e John Bonham parteciparono alla creazione di una orchestra rock ideata da McCartney, chiamata Rockestra, dove figurano altre glorie del panorama musicale del Regno Unito dell'epoca come David Gilmour e Pete Townshend.
Nell'estate del 1979, dopo due spettacoli preparatori a Copenaghen, i Led Zeppelin parteciparono in qualità di attrazione principale al Knebworth Festival, nel Regno Unito. Quasi 400 000 fan furono testimoni del ritorno sul palco della band che, dopo l'uscita in novembre del loro ultimo disco, era pronta a riprendere le esibizioni dal vivo per una breve tournée in Europa seguita da un tour negli Stati Uniti. Nel giugno del 1980 i Led Zeppelin intrapresero un minitour europeo che terminò il 7 luglio. Il concerto del 27 giugno venne interrotto alla terza canzone quando Bonham ebbe un malore e crollò sul palco.
Il seguente tour statunitense non ebbe luogo in quanto il 25 settembre 1980, poco prima di partire per gli Stati Uniti d'America, Bonham si presentò alle prove completamente ubriaco; continuò a bere per tutta la sera in una festa a casa di Page e fu messo a dormire in una stanza. La mattina dopo fu trovato morto soffocato dal proprio vomito. La stampa parlò di 40 dosi di vodka ingerite.

Dopo la morte di Bonham, gli altri tre componenti resero nota la decisione di voler interrompere l'attività artistica con il nome di Led Zeppelin con il seguente comunicato stampa, diffuso il 4 dicembre 1980:
(Led Zeppelin)

### Ildopo Bonham

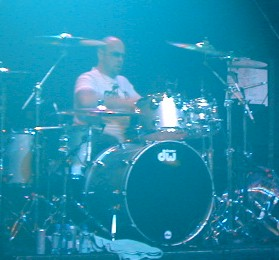
Jason Bonham

Dopo lo scioglimento del gruppo, i componenti della band presero strade diverse e si sono riuniti solo in cinque eventi: il 13 luglio 1985 in occasione del Live Aid, insieme ai batteristi Phil Collins e Tony Thompson, nel 1988 per l'anniversario dell'Atlantic Records con Jason Bonham dietro il drumkit paterno, in una cerimonia segreta nel 1990 per il matrimonio di Jason Bonham, nel 1995 in occasione del loro ingresso nella Rock and Roll Hall of Fame con gli Aerosmith e Neil Young e, infine, nel 2007, di nuovo con Jason Bonham alla batteria, in un concerto di beneficenza per la Ahmet Ertegün Foundation alla O2 Arena di Londra. Quest'ultima è stata una vera e propria riunione con un concerto di 2 ore a differenza delle precedenti comparsate di 30 - 40 minuti.

#### Plant e gliHoneydrippers
Nel 1981 Robert Plant riprese ad esibirsi dal vivo in un'osteria di Stourbridge, accompagnato da un gruppo di musicisti a cui diede il nome di The Honeydrippers; alcuni anni dopo venne pubblicato un mini-album di cinque brani dal titolo The Honeydrippers: Volume One al quale collaborarono altri musicisti, tra cui Jimmy Page. L'anno successivo, Plant pubblicò il primo dei suoi album solisti: Pictures at Eleven.

#### Page, i Firm e David Coverdale
Sempre nel 1981 Page venne incaricato dal regista Michael Winner di comporre la colonna sonora del film Death Wish II (in Italia Il giustiziere della notte 2); il relativo album uscì l'anno seguente. Nel 1984 Page registrò un album con Roy Harper e, successivamente, mise insieme un gruppo chiamato The Firm, in collaborazione con Paul Rodgers con il quale pubblicò due album. Nel 1988 Page realizzò il suo primo album solista, Outrider, con svariati ospiti, tra i quali Robert Plant che canta in un brano.
Nel 1993 Page collaborò con David Coverdale, ex cantante dei Deep Purple e degli Whitesnake, nella realizzazione di un album i cui brani ricordano molto le prime composizioni dei Led Zeppelin. Nel 2000 Page si esibì in concerto insieme ai Black Crowes suonando alcuni classici dei Led Zeppelin; il tutto venne incluso nel doppio album Live at the Greek.
Page e Plant si incontrarono nel 1994 per una esibizione nel programma MTV Unplugged, alla quale fecero seguire una tournée mondiale con un'orchestra orientale e la pubblicazione di due dischi sotto il nome Page and Plant.

#### La carriera solista di Jones
John Paul Jones apparve nel musical di Paul McCartney Give My Regards to Broad Street suonando il basso in Ballroom Dancing e nello stesso anno, su suggerimento di Page, venne incaricato dal regista Michael Winner di occuparsi della colonna sonora del film La casa in Hell Street, pubblicata l'anno successivo. Nel 1994 Jones pubblicò The Sporting Life, in collaborazione con Diamanda Galás, e nel 1999 l'album Zooma.
Nel 1995 ha prodotto l'album dal vivo dei Heart, The Road Home, testimonianza di alcuni concerti unplugged dell'anno precedente a cui aveva contribuito alternandosi tra diversi strumenti (pianoforte, basso e mandolino).
Inoltre nel 2009 fondò insieme al chitarrista Josh Homme (Kyuss, Queens of the Stone Age) e al batterista Dave Grohl (Nirvana, Foo Fighters), il gruppo Them Crooked Vultures con cui incise un album dall'omonimo nome.

### Anni 2000: lareunion

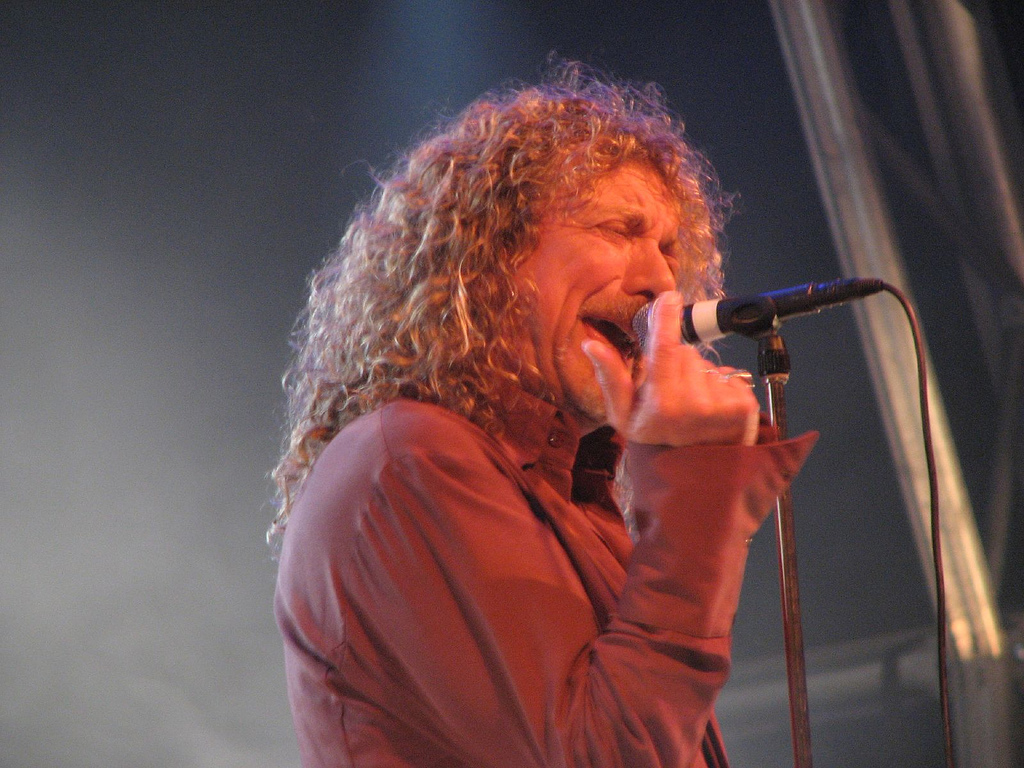
Robert Plant al Green Man Festival del 2007

La stampa del Regno Unito annunciò che nel 2002 Plant e Jones, dopo un distacco durato 20 anni, si sarebbero riconciliati, mentre circolavano voci su una tournée imminente. Il cantante dei Foo Fighters ed ex-batterista dei Nirvana Dave Grohl venne indicato quale potenziale sostituto di Bonham, ma fu lo stesso Page a smentire la notizia. Nel 2003 venne registrata una rinascita della popolarità del gruppo. Page trovò nei suoi archivi una serie di registrazioni dei concerti tenuti durante la tournée del 1972 negli Stati Uniti; colpito dalla qualità sonora e tecnica delle esibizioni, decise di pubblicare How the West Was Won, triplo album contenente brani che, per la lunghezza delle improvvisazioni dal vivo, arrivano a durare fino a 23 minuti. Inoltre venne pubblicato anche un DVD dal titolo omonimo.
Il 25 giugno 2007 alcune testate giornalistiche annunciarono il ritorno sulle scene del gruppo, accompagnato alla batteria ancora una volta da Jason Bonham, per un concerto in ricordo di Ahmet Ertegün, fondatore della Atlantic Records morto nel dicembre 2006. Si vociferò anche di un tour per il 2008, ma Plant smentì tutto durante una conferenza stampa tenutasi il 28 giugno e con un'intervista comparsa sul Rolling Stone.
Il 27 giugno 2007 l'Atlantic Records/Rhino Records e la Warner Home Video annunciarono tre nuovi album dei Led Zeppelin, in uscita nel novembre del 2007. Il primo è stato Mothership il 13 novembre, un greatest hits con 24 tracce, seguito da una riedizione della colonna sonora di The Song Remains the Same, e dal DVD del film-concerto in edizione restaurata e rimissata.
Il 31 agosto 2007 venne di nuovo annunciato, in modo non ufficiale, che il gruppo si sarebbe riunito per un'unica data alla The O2 Arena di Londra. La stampa nazionale ha iniziato a promuovere il concerto la stessa mattina e gli sponsor hanno confermato l'evento, seppur in modo ufficioso. La notizia ufficiale del loro ritorno sulle scene musicali è arrivata il 12 settembre, quando è stato confermato che avrebbero tenuto un concerto in memoria di Ahmet Ertegün il 26 novembre 2007 all'O2 Arena di Londra. In seguito ad un infortunio al dito occorso a Jimmy Page, il concerto è stato rinviato al 10 dicembre 2007.

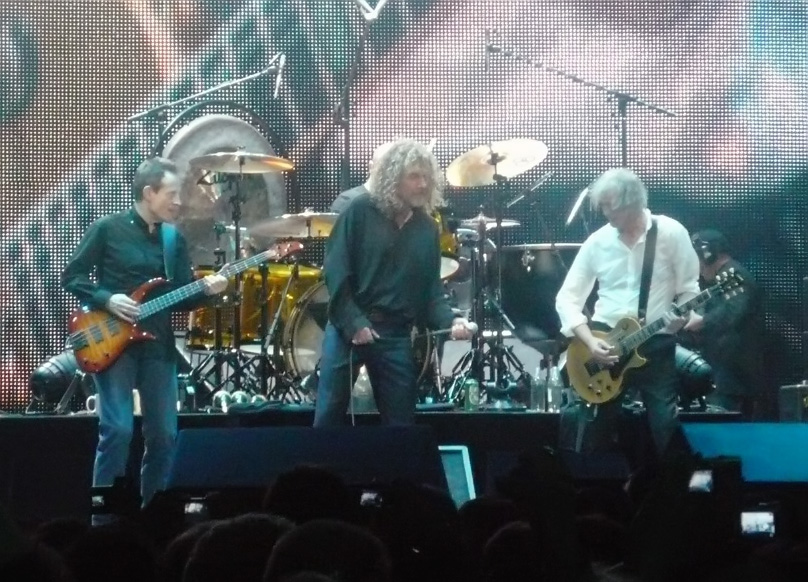
Jones, Plant, e Page sul palco dell'O2 Arena di Londra nel 2007

La notizia della disponibilità su Internet dei biglietti ha generato un'ondata di richieste che i promoter hanno definito senza precedenti nella storia della musica: in meno di 48 ore il sito è stato preso d'assalto da oltre 20 milioni di utenti, al punto che si è deciso di interrompere immediatamente le prenotazioni e di assegnare in base ad un sorteggio nominale i 21.000 biglietti disponibili.
A seguito di una simile, inaudita mole di richieste, nel 2008 la band è stata insignita del Guinness dei primati per la Maggior richiesta di biglietti per una singola esibizione dal vivo.
Secondo quanto riportato dai quotidiani, il concerto alla O2 Arena non ha deluso le aspettative e ha reso giustizia, pur con tutti gli inevitabili limiti dettati dal passare del tempo, alla reputazione dal vivo del gruppo, nonostante gli strumenti fossero accordati un tono sotto per facilitare le parti cantate di Plant.
Nell'agosto 2008 Jason Bonham ha reso noto che, insieme a Page e Jones, era in corso la registrazione di materiale inedito per un ritorno sulle scene dei Led Zeppelin. Tuttavia, Robert Plant ha successivamente diramato un comunicato nel quale affermava che le costanti speculazioni sul futuro della band erano «frustranti e ridicole» e che «non andrà in tour né registrerà nuovi brani con i Led Zeppelin». Ha inoltre specificato che, dopo la conclusione della serie di concerti con Alison Krauss, non si sarebbe imbarcato in nessun tour per i successivi due anni e che augurava a «Jimmy Page, John Paul Jones e Jason Bonham tutto il successo possibile con i loro futuri progetti». Nel 2009 Robert Plant è stato ricevuto dall'allora principe Carlo. Dopo il ricevimento un giornalista gli ha chiesto se sarebbe tornato con i Led Zeppelin, ma Plant ha risposto «qualche volta io divento sordo da entrambe le orecchie quando la gente dice sciocchezze».

### Anni 2010:Celebration DayeThe Complete BBC Sessions
Il 13 settembre 2012 sulla loro pagina ufficiale di Facebook i Led Zeppelin hanno annunciato l'uscita di Celebration Day, documento che testimonia il concerto del 2007 all'O2 Arena tenuto in memoria di Ahmet Ertegün, fondatore dell'Atlantic Records. Il film è stato proiettato in contemporanea mondiale per la sola giornata del 17 ottobre in 1500 sale cinematografiche di quaranta paesi, facendo registrare ovunque il tutto esaurito e incassando per quell'unica proiezione 2 milioni di dollari, inducendo così la produzione a ripetere in via eccezionale la proiezione il 29 ottobre. In Italia l'evento, che è stato prodotto e distribuito dalla società Nexo Digital, ha ricevuto ampia risonanza, con ben 560 000 euro di incassi tra la prima e la seconda serata.
Successivamente, nel 2014, Celebration Day è stato pubblicato anche come home video e audio nei formati BD, DVD, CD e LP. Il gruppo ha poi pubblicato The Complete BBC Sessions nel 2016, un'edizione aggiornata e ampliata della loro raccolta del 1997, Led Zeppelin BBC Sessions.

### DocumentarioBecoming Led Zeppelin
Il documentario Becoming Led Zeppelin, diretto da Bernard MacMahon e distribuito da Sony Pictures Classics, è il primo film autorizzato dalla band. Presentato in anteprima alla Mostra del Cinema di Venezia nel 2021, è stato distribuito nelle sale nel febbraio 2025. Il film esplora la formazione e gli esordi del gruppo, includendo materiali d'archivio inediti e interviste con i membri superstiti.

## Controversie

### Accuse di satanismo
Il brano Stairway to Heaven è stato accusato di contenere un presunto messaggio subliminale di matrice satanica (contestazioni del genere sono numerose nel rock, ad esempio capitarono anche ai Queen e ai Beatles). Secondo alcune interpretazioni un verso della canzone, ascoltato al contrario, conterrebbe un inno demoniaco:

Ascoltando questa parte al contrario, si può interpretare il seguente messaggio:
Il testo ascoltato nel senso normale già alluderebbe al bifrontismo delle parole. Dice infatti: "Cause you know sometimes words have two meanings" ("Perché come sai a volte le parole hanno due significati").
In realtà non vi è alcuna prova che i Led Zeppelin abbiano volutamente fatto passare questi messaggi "al contrario" con la tecnica del backmasking e probabilmente si tratta di uno dei tanti casi di pareidolia acustica della storia del rock e dell'heavy metal, poiché altresì non esiste prova che i messaggi nascosti siano stati inseriti volutamente. Pur senza nascondere di essere un ammiratore di Aleister Crowley, Page negò sempre queste dicerie. Anche il tecnico del suono Eddie Kramer, che curò il disco, confermò le falsità delle accuse, giudicandole ridicole.
Robert Plant affermò in una intervista: «To me it's very sad, because Stairway to Heaven was written with every best intention, and as far as reversing tapes and putting messages on the end, that's not my idea of making music» (Per me è veramente triste, perché Stairway to Heaven fu scritta con le migliori intenzioni, e per quanto riguarda messaggi registrati al contrario, non è la mia idea di fare musica).

## Premi e riconoscimenti
La band, grazie alle vendite dei suoi album, si è aggiudicata dieci dischi d'oro e novanta dischi di platino. Inoltre, il 19 novembre 1999 la RIAA ha dichiarato che i Led Zeppelin sono l'unico gruppo musicale, assieme ai Beatles e a Garth Brooks, ad aver ottenuto almeno quattro dischi di diamante.

Nel 2004, i Led Zeppelin si sono classificati al 14º posto nella classifica dei 100 migliori gruppi musicali della storia secondo la rivista statunitense Rolling Stone. L'anno successivo la band ha vinto un Grammy Award alla carriera; nello stesso anno, i lettori della rivista Guitar World hanno eletto Stairway to Heaven "Miglior assolo di tutti i tempi". Nel 2006 la band ha vinto il Polar Music Prize con la seguente motivazione: 
 Nel 2008, a seguito dell'incredibile richiesta di biglietti per l'esibizione alla O2 Arena di Londra (oltre 20 milioni di prenotazioni in circa 24 ore), la band è stata insignita del Guinness dei primati per la Maggior richiesta di biglietti per una singola esibizione dal vivo. Il 2 dicembre 2012, nel corso della 35ª edizione dei Kennedy Center Honors, ai Led Zeppelin è stato conferito il premio per il contributo da loro portato "alla vita culturale della nazione statunitense e del mondo".

## Stile musicale ed eredità artistica

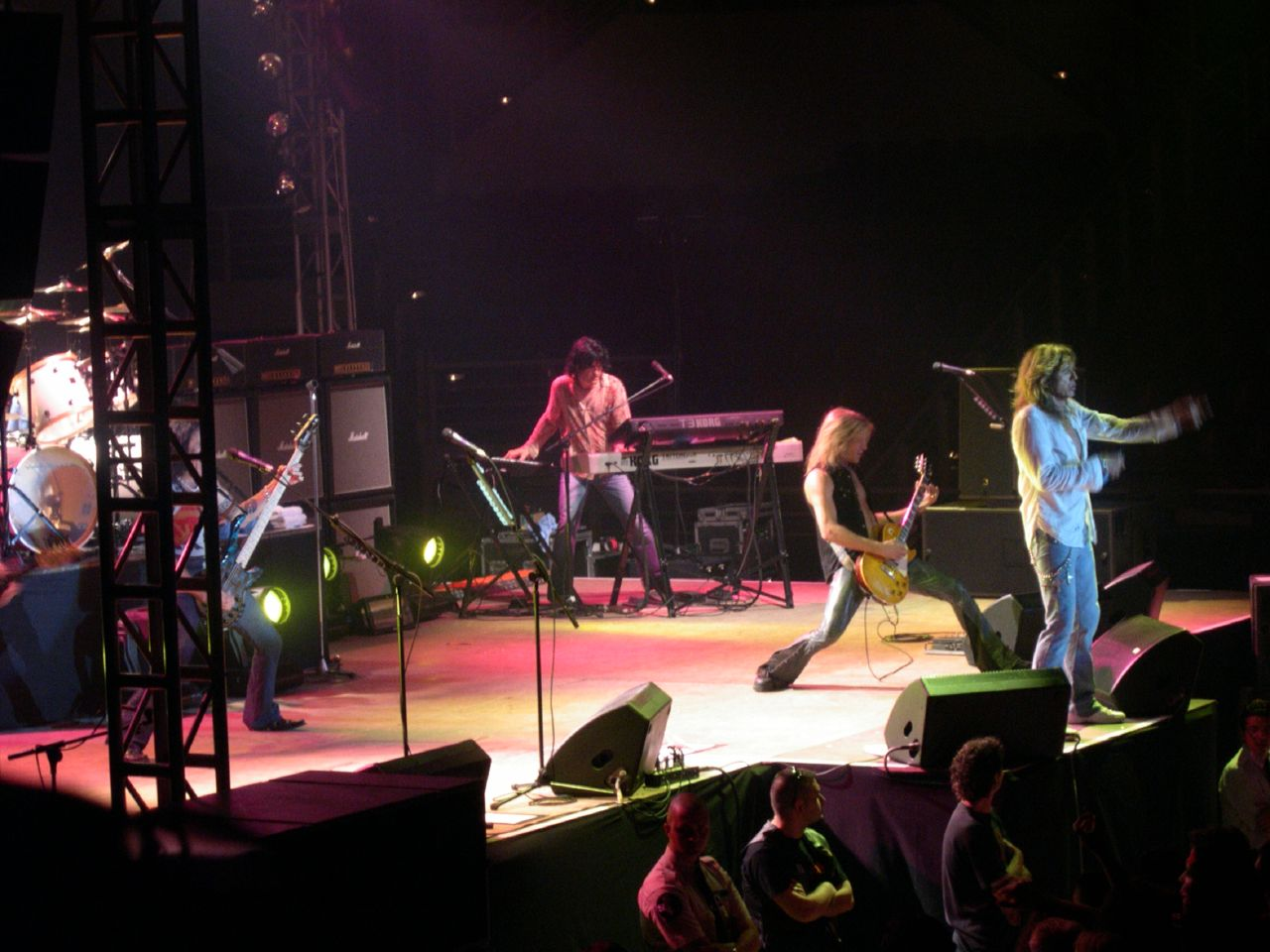
I Whitesnake, uno dei gruppi più influenzati dai Led Zeppelin.

Principale e innovativo anello di congiunzione fra rock blues psichedelico e hard rock, i Led Zeppelin sono considerati uno dei più importanti gruppi hard rock in assoluto, nonché tra i principali pionieri dell'heavy metal. La loro musica, colma di sprazzi romantici e virtuosismi strumentali, fonde folk, blues, rock and roll, psichedelia e riferimenti a varie musiche etniche quali quella celtica, quella araba e quella indiana. Nonostante l'aggressività del loro modus operandi, nel corso della loro carriera non sono mancate composizioni più leggere in cui venne fatto uso di strumentazione acustica quali Stairway to Heaven e The Rain Song. Altro brano degno di nota è la loro Whole Lotta Love, che avrebbe aperto le porte dell'hard rock e dell'heavy metal. Fra gli artisti di riferimento del gruppo spiccano musicisti quali Jimi Hendrix, Lonnie Donegan, B.B. King, Elvis Presley e i Rolling Stones.
Vengono anche considerati più genericamente un gruppo rock, anche questo un genere di cui sono considerati importanti esponenti, mentre la componente blues del gruppo ha spinto alcuni a inserirli nel novero degli artisti blues rock e British blues.
L'eredità musicale lasciata dai Led Zeppelin ha influenzato numerosi gruppi, soprattutto della scena hard rock/heavy metal dagli anni settanta, tra i quali risaltano nomi come Aerosmith, AC/DC, Rush, Montrose, Whitesnake, Judas Priest, agli anni ottanta, come Great White, Kingdom Come, Tesla, Stone Fury, Tora Tora, Diamond Head, Zebra, Blue Murder, Guns N' Roses, The Cult, Thunder, Katmandu o Whitesnake, Tool e molti altri, oltre a gruppi più recenti e attuali come Rage Against the Machine, The White Stripes, Deftones, Nirvana, Pearl Jam, Soundgarden e The Smashing Pumpkins.
La loro influenza musicale si è estesa fino a toccare artisti di generi molto più diversificati come Madonna, Shakira, Lady Gaga, Kesha e Katie Melua.

### Accuse di plagio
In diverse occasioni i Led Zeppelin sono stati accusati di plagio, o quantomeno di avere utilizzato temi o frasi musicali non originali. Quando l'album d'esordio della band fu pubblicato, ottenne principalmente critiche positive, ma John Mendelsohn del Rolling Stone accusò la band di plagio, in particolare di aver copiato Black Mountain Side da Black Water Side di Bert Jansch e il giro di Your Time Is Gonna Come dall'album dei Traffic Dear Mr. Fantasy. Questo segnò l'inizio di una lunga disputa fra la band e il periodico, il quale tacciava inoltre il gruppo di esibizionismo accusandolo di parodiare artisti di colore: disputa la quale ha visto i Led Zeppelin rifiutarne a più riprese le interviste.
Ci fu chi notò che una canzone del primo album, Dazed and Confused, era stata scritta inizialmente da Jake Holmes e inserita nel suo album The Above Ground Sound. Gli Yardbirds, la vecchia band di Jimmy Page, ne avevano inciso una versione intitolata I'm Confused; successivamente Page, pur senza accreditare Holmes, modificò ulteriormente il testo e la struttura stessa della canzone per l'album di debutto dei Led Zeppelin, inserendo al suo interno il riff di chitarra che l'avrebbe resa celebre, le sue incursioni "psichedeliche" ottenute suonando la chitarra con un archetto di violino e la lunga, furiosa parte strumentale a precedere l'ultima strofa del brano.

Holmes non volle macchiare l'integrità del gruppo per colpa di una canzone, nonostante avesse spedito una lettera con scritto «Capisco, è un tentativo di collaborazione, ma penso che dovreste almeno ammettere che sono l'autore e pagarmi i diritti». La lettera non ricevette alcuna risposta e Holmes non proseguì nella controversia. È comunque riportato che egli abbia detto: 
(Jake Holmes)
Nel maggio 2025, Holmes ha intentato una causa contro Jimmy Page, la casa editrice Succubus Music, Warner Chappell Music e Sony Pictures presso un tribunale federale della California. L'accusa riguarda l'uso non autorizzato del brano Dazed and Confused in diverse pubblicazioni, tra cui esibizioni dal vivo degli Yardbirds e il documentario Becoming Led Zeppelin, in presunta violazione di un accordo transattivo firmato nel 2011. La richiesta di risarcimento ammonta ad almeno 150.000 dollari per ciascuna violazione.
Anche il copyright delle canzoni di Led Zeppelin II fu oggetto di dibattiti fin dall'uscita dell'album. L'introduzione e la chiusura blues di Bring It on Home riprendono l'omonimo brano di Sonny Boy Williamson II, Whole Lotta Love ha alcune parti dei testi in comune con You Need Love di Willie Dixon, fermo restando che tanto il noto riff del brano così come l'intera struttura della canzone sono da ricondursi interamente a Jimmy Page.
Negli anni settanta la Arc Music, la divisione di merchandising della Chess Records, chiamò in giudizio i Led Zeppelin per l'infrazione del copyright di Bring It on Home e ottenne un accordo stragiudiziale. Dixon però non trasse nessun beneficio fin quando non sollecitò la Arc Music ad ammettere la sua proprietà del copyright. Anni dopo, Dixon fece causa ai Led Zeppelin per Whole Lotta Love e così fu raggiunto un altro compromesso.

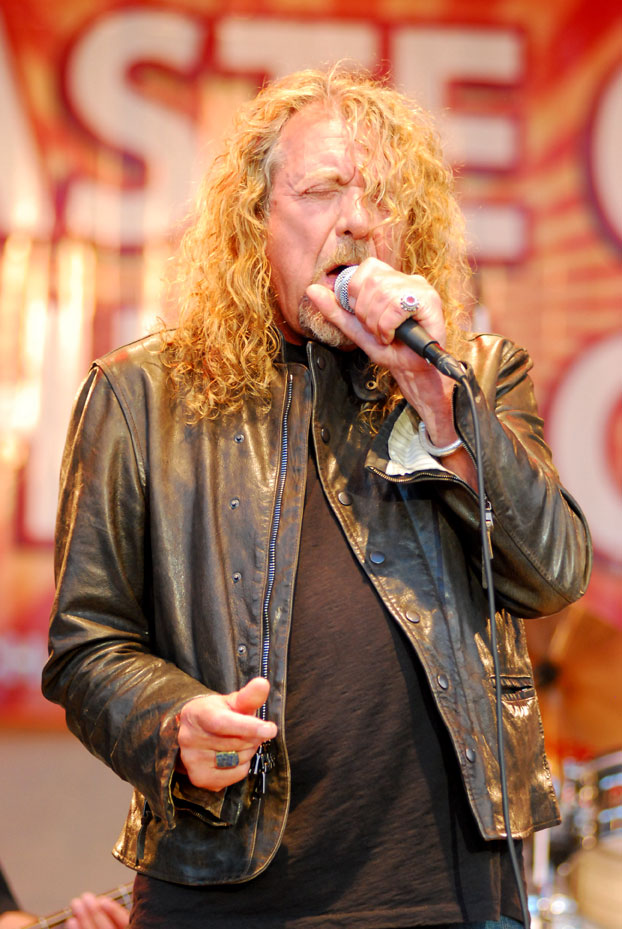
Robert Plant (2010)

Nelle successive ristampe di Led Zeppelin II, il nome di Dixon fu inserito fra i crediti.
Le accuse di plagio nei confronti del gruppo, ad ogni modo, non si arrestarono, anche laddove i credits dei loro dischi risultavano citare correttamente le fonti: è il caso, ad esempio, della loro versione di When the Levee Breaks di Memphis Minnie, avente in comune con il brano originale unicamente alcune parti del testo e incentrata su una struttura melodica estremamente diversificata e interamente composta dal gruppo. Caso analogo anche per il brano Boogie with Stu, cover di Ooh, My Head del defunto Ritchie Valens: correttamente attribuita nei credits del disco Physical Graffiti alla madre del cantante di origini messicane – titolare dei diritti e citata come Mrs. Valens – e nonostante tutto sovente citata come supposto plagio. A complicare ulteriormente le cose, nel 1979 gli eredi di Ritchie denunciarono il gruppo per presunto non completo versamento della percentuale di royalties loro spettante fino a quel momento, sul pezzo in questione.

#### Le accuse di plagio suStairway to Heaven
Alcuni commentatori, nel corso degli anni, hanno dedotto una pretesa analogia fra le prime note introduttive della celeberrima Stairway to Heaven e un passaggio della canzone Taurus degli Spirit, supportando la tesi della "contaminazione" con la circostanza che i due gruppi, all'inizio della loro carriera, avessero diviso il palco in alcuni show.
Ciononostante nel maggio 2014, Michael Skidmore, che aveva i diritti di Randy California degli Spirit, autore del brano e deceduto nel 1997, ritenne di intraprendere un'azione legale per ottenere il riconoscimento della paternità del brano (ben 43 anni dopo la sua pubblicazione) e l'attribuzione dei conseguenti diritti d'autore, stimati in circa 560000000 $ all'inizio della causa.
Nel corso dell'istruttoria venne osservato come la progressione di note oggetto di contestazione, oltre a risultare quantitativamente trascurabile a fronte degli 8 minuti di tessuto strumentale su cui il brano è costruito, risulti poi essere decisamente comune, nota da secoli poiché riferibile a una progressione di clavicembalo di epoca barocca, nonché impiegata in un centinaio di altre canzoni assai note, non ultima la celeberrima While My Guitar Gently Weeps dei Beatles.
Il 23 giugno 2016 il tribunale di Los Angeles dichiarava la non sussistenza di alcun plagio nel brano Stairway to Heaven Nel 2018, tuttavia, tre giudici della nona corte d'appello dello stesso tribunale decidevano di riaprire il processo, sulla base di alcuni asseriti elementi di irregolarità nel corso del procedimento del 2016.
La controversia si concludeva definitivamente nel marzo 2020, con una pronuncia della Corte d'Appello di San Francisco che confermava l'infondatezza delle accuse di plagio mosse al gruppo, così attestando la validità degli argomenti dedotti in giudizio dagli autori Jimmy Page e Robert Plant e certificando l'originalità della canzone.
In particolare la Corte D'Appello di San Francisco affermava, assai significativamente, «Non abbiamo mai inteso il copyright come la protezione di qualche nota»: «al contrario abbiamo sempre sostenuto che una sequenza di quattro note, peraltro comune in musica, non sia un’espressione degna di copyright nel caso di una canzone».

#### Obiezioni alle accuse di plagio
Diversi musicologi ed esperti di musica blues presero posizione contro la pretestuosità della maggior parte delle imputazioni che venivano mosse al gruppo, facendo notare come la musica nera, un enorme coacervo di temi tipici, analogi ai topoi letterari, derivi dalle antiche tradizioni dei canti popolari elaborati collettivamente dagli schiavi neri nelle piantagioni e nei campi di cotone della Louisiana e del Tennessee e lungo gli argini del Mississippi: senza questa premessa, si sarebbe arrivati ad accusare di plagio praticamente qualunque bluesman, non ultimi Robert Johnson, Skip James, Son House ed Elmore James, vista l'estrema permeabilità dei rispettivi repertori alle idee e agli stereotipi dei loro precedenti e contemporanei.

La più autorevole difesa del gruppo provenne dal celebre produttore blues, compositore e musicologo Robert Palmer, che descrisse con efficacia quella che era la prassi nella storia della musica nera:
(Robert Palmer)

Dello stesso parere lo studioso di musica folk Carl Lindahl, che ebbe a definire questo fenomeno – tipico della musica blues – come "floating lyrics" (lett. testi fluttuanti), spiegando che:
(Carl Lindahl)

Gli stessi membri del gruppo, che pure avevano tenuto un atteggiamento perlopiù conciliante nei casi in cui gli era stato chiesto di citare correttamente le proprie fonti, esternarono a più riprese il loro disappunto per l'accanimento con cui le imputazioni mosse al gruppo venivano pompate oltre misura. In particolare Jimmy Page, in una intervista, sostenne:
(Jimmy Page)

## Impatto commerciale
I Led Zeppelin riscrissero le regole della musica rock in termini commerciali e di business. Furono infatti la prima formazione a ottenere un grande successo di massa evitando il mercato dei singoli e la trasmissione radiofonica dei loro brani come era sempre stato fatto prima di loro. Nel suo libro Working Class Heroes, David Simonelli afferma che, grazie al loro manager Peter Grant, avrebbero cambiato la storia del rock ridefinendo per sempre le metodologie dei contratti discografici, gli arrangiamenti dal vivo e la produzione discografica.

## Formazione
- Robert Plant – voce, armonica (1968-1980, 1985, 1988, 2007)
- Jimmy Page – chitarra solista, ritmica ed acustica e slide guitar; theremin, pedal e lap steel guitar, armonie vocali (1968-1980, 1985, 1988, 2007)
- John Paul Jones – basso, organo e pianoforte elettrico; mandolino, chitarra acustica, lap steel guitar, armonie vocali (1968-1980, 1985, 1988, 2007)
- John Bonham – batteria, percussioni, armonie vocali (1968-1980)

Turnisti
- Paul Martinez – basso (13 luglio 1985)
- Tony Thompson – batteria (13 luglio 1985)
- Phil Collins – batteria (13 luglio 1985)
- Jason Bonham – batteria (14 maggio 1988, 10 dicembre 2007)

## Discografia
- 1969 – Led Zeppelin
- 1969 – Led Zeppelin II
- 1970 – Led Zeppelin III
- 1971 – Led Zeppelin IV[N 7]
- 1973 – Houses of the Holy
- 1975 – Physical Graffiti
- 1976 – Presence
- 1979 – In Through the Out Door
- 1982 – Coda

### Annotazioni
1. ↑  Reunion momentanee per occasioni particolari o celebrative.
2. ↑  Lo stesso Ritchie Blackmore dei Deep Purple ha riconosciuto come l'approdo del gruppo all'hard rock, avvenuto nel 1970 con il disco Deep Purple in Rock, sia dovuto alla pubblicazione nel 1969 dei primi due dischi dei Led Zeppelin. In Deep Purple, Machine Head (DVD), Eagle Vision 2008.
3. ↑  Page e Plant.
4. ↑  L'ultimo disco ufficiale, Coda, fu pubblicato due anni dopo la morte di Bonham per onorare gli impegni discografici.
5. ↑  Il brano è comparso successivamente nell'album di debutto di Beck, Truth.
6. ↑  I due avevano suonato per un breve periodo assieme nella Band of Joy, gruppo scioltosi senza produrre incisioni significative.
7. ↑  Titolo non-ufficiale, album senza titolo.

### Fonti
1. 1 2 3 4 5 6 7 8 9 10 11 12 13 14 15 16 17 18 19 20 21 22 23 24 25 26 27 28 29 30 31 32 33 34 35 36 37 38 39 40 41 42 43 44 45 46 47 48 49 50 51 52 53 54 55 56 57 58 59 60 61  (EN) Led Zeppelin, su AllMusic, All Media Network. URL consultato il 7 marzo 2015.
2. 1 2  (EN) Led Zeppelin, su No Life Til Metal. URL consultato il 17 maggio 2010 (archiviato dall'url originale il 20 giugno 2013).
3. 1 2 3 4 5   Gianni della Cioppa, HM: il grande libro dell'heavy metal, Giunti, 2011,  p. 118.
4. 1 2   Archivio (lettera "L"), su Ondarock. URL consultato il 7 maggio 2017 (archiviato dall'url originale il 29 giugno 2017).
5. 1 2  Robert Walser, p. 10.
6. ↑  (EN) Steve Hall, Ron Manus, TAB Licks: Heavy Metal, Alfred Publishing, 2006, ISBN 978-0-7390-2646-5.
7. 1 2  (EN) Led Zeppelin - Biography, su Rolling Stone. URL consultato il 2 luglio 2011 (archiviato il 5 maggio 2011).
8. ↑  (EN) Led Zeppelin wins Polar Prize, su thelocal.se, 7 novembre 2005. URL consultato il 3 luglio 2017 (archiviato dall'url originale il 12 marzo 2007).
9. 1 2 3  (EN) Guinness World Records Launches 2009 Edition, su Guinness World Records, 17 settembre 2008. URL consultato il 3 luglio 2017 (archiviato dall'url originale il 5 agosto 2011).
10. ↑  (EN) 100 Greatest Artists of All Time, su Rolling Stone. URL consultato il 24 maggio 2011 (archiviato il 19 ottobre 2012).
11. ↑  (EN) Rolling Stone, The Heaviest Band Of All Time (JPG), su led-zeppelin.org. URL consultato il 3 luglio 2017 (archiviato dall'url originale il 10 agosto 2011).
12. ↑  (EN) Led Zeppelin Biography, su Rock and Roll Hall of Fame. URL consultato il 2 luglio 2011 (archiviato il 28 giugno 2011).
13. ↑  (EN) It's Official: Zep Greatest Hard Rock Group Ever, su VH1. URL consultato il 24 maggio 2011 (archiviato dall'url originale il 10 novembre 2011).
14. ↑  (EN) Interview with Jimmy Page, su iem.ac.ru. URL consultato il 17 maggio 2010 (archiviato dall'url originale il 28 agosto 2011).
15. ↑  Mick Wall, pp. 13-15.
16. ↑  (EN) Led Zeppelin Biography, su Billboard. URL consultato il 3 luglio 2017 (archiviato dall'url originale il 9 febbraio 2008).
17. ↑  Mick Wall, p. 52.
18. ↑  Keith Shadwick, p. 36.
19. ↑  Stephen Davis, p. 44.
20. ↑  (EN) Led Zeppelin biograpy, su Jimmy Page. URL consultato il 17 maggio 2010.
21. ↑  (EN) Rolling Stone Cover (JPG), su i57.photobucket.com. URL consultato il 17 maggio 2010 (archiviato l'8 marzo 2012).
22. ↑  (EN) Led Zeppelin – Gold & Platinum, su Recording Industry Association of America. URL consultato il 6 agosto 2017.
23. ↑  Cotto, 2011, Cap. 12 gennaio - Dazed and Confused, Led Zeppelin.
24. ↑  Stephen Davis, p. 64.
25. ↑  Chris Welch, 1994, p. 31.
26. 1 2  (EN) Led Zeppelin II, su AllMusic, All Media Network. URL consultato il 7 marzo 2015.
27. 1 2  Chris Welch, 1994, p. 37.
28. ↑  Dave Lewis, 1994, p. 3.
29. ↑   Giulia Nuti, Seventies Recollection – I Led Zeppelin a Milano, su ilpopolodelblues.com, 5 luglio 1971. URL consultato il 3 luglio 2017 (archiviato il 2 agosto 2017).
30. ↑  (EN) Led Zeppelin, su vh1.com. URL consultato il 10 agosto 2017 (archiviato dall'url originale il 31 maggio 2010).
31. ↑  Stephen Davis, p. 190.
32. ↑  Chris Welch, Led Zeppelin: Experience the Biggest Band of the 70s, 2016.
33. ↑  (EN) Starship, su led-zeppelin.org. URL consultato il 17 maggio 2010 (archiviato dall'url originale il 12 dicembre 2005).
34. ↑  Chris Welch, 1994, p. 49.
35. 1 2  Keith Shadwick, p. 320.
36. ↑  Dave Lewis, 2003, p. 49.
37. ↑  Chris Welch, 1994, p. 63.
38. ↑  Chris Welch, 1994, p. 68.
39. ↑  Chris Welch, 1994, p. 85.
40. ↑  Chris Welch, 1994, pp. 94-95.
41. ↑   I Led Zeppelin tornano a suonare insieme, su Corriere della Sera, 26 giugno 2007. URL consultato il 17 maggio 2010 (archiviato il 10 novembre 2011).
42. ↑  (EN) ROBERT PLANT Shoots Down LED ZEPPELIN Reunion Rumors, su blabbermouth.net, 28 giugno 2007. URL consultato il 17 maggio 2010 (archiviato l'11 agosto 2016).
43. ↑  (EN) Led Zeppelin Readies Fall Reissue Bonanza, su Billboard. URL consultato il 17 maggio 2010 (archiviato dall'url originale il 24 agosto 2007).
44. ↑  (EN) Richard Alleyne, Led Zeppelin set to re-form for O2 gig (XML), su The Daily Telegraph, 31 agosto 2007. URL consultato il 17 maggio 2010 (archiviato dall'url originale il 10 novembre 2007).
45. ↑   Led Zeppelin per il loro ritorno 90 milioni di fan, su Panorama, 23 settembre 2007. URL consultato il 17 maggio 2010 (archiviato dall'url originale il 4 novembre 2007).
46. ↑  (EN) Led Zeppelin Enter The Studio, su ultimate-guitar.com, 28 agosto 2008. URL consultato il 17 maggio 2010 (archiviato il 2 gennaio 2009).
47. 1 2 3   Led Zeppelin, ex-cantante Robert Plant esclude ipotesi "reunion", in Reuters, 29 settembre 2008. URL consultato il 24 maggio 2014 (archiviato il 25 maggio 2014).
48. ↑  (EN) Robert Plant awarded CBE by Prince of Wales, su Robert Plant, 10 luglio 2009. URL consultato il 10 dicembre 2009 (archiviato l'11 gennaio 2010).
49. ↑  (EN) ‘Zeppelin’ film grosses $2 millions in one night, su variety.com, 10 luglio 2009. URL consultato il 31 marzo 2013 (archiviato il 13 gennaio 2013).
50. ↑   Il successo dei Led Zeppelin al cinema [collegamento interrotto], su news.leonardo.it, 23 ottobre 2012. URL consultato il 3 luglio 2017.
51. ↑   Becoming Led Zeppelin by Bernard MacMahon to screen out of competition, su labiennale.org.
52. 1 2  (EN) Jeff Milner, Jeff Milner's Backmasking Site, su jeffmilner.com. URL consultato il 9 giugno 2006 (archiviato dall'url originale il 27 marzo 2005).
53. ↑   Valeria Rusconi, Led Zeppelin e la maledizione di Aleister Crowley, su xl.repubblica.it. URL consultato il 7 luglio 2017 (archiviato dall'url originale il 20 ottobre 2017).
54. ↑  (EN) Stephen Davis, The Hammer of the Gods, New York, William Morrow and Company Inc., 1985,  p. 335. URL consultato il 7 luglio 2017 (archiviato dall'url originale il 16 agosto 2004).
«[... ] totally and utterly ridiculous. Why would they want to spend so much studio time doing something so dumb?»
55. ↑  (EN) J.D. Considine, Interviews, su led-zeppelin.org. URL consultato il 7 giugno 2006 (archiviato dall'url originale il 25 ottobre 2005).
56. ↑  (EN) Recording Industry Announces November Awards, su riaa.com, 29 novembre 1999. URL consultato il 3 luglio 2017 (archiviato dall'url originale il 14 marzo 2010).
57. ↑  (EN) Lifetime Achievement Award, su Grammy Award. URL consultato il 3 luglio 2017 (archiviato dall'url originale il 14 giugno 2010).
58. ↑  (EN) 100 Greatest Guitar Solos, su About.com. URL consultato il 17 maggio 2010.
59. ↑   Led Zeppelin: "Il più grande contributo della musica americana? Vitalità e varietà", su goodvibration.it, 21 settembre 2012. URL consultato il 3 luglio 2017 (archiviato il 7 agosto 2017).
60. 1 2 3   Paolo Prati, Dizionario di pop&rock, Avallardi, 1996,  p. 189.
61. 1 2 3  (EN) Led Zeppelin, su Britannica. URL consultato il 7 maggio 2017 (archiviato il 3 aprile 2017).
62. ↑  (EN) Led Zeppelin (1969) review, su Aloha Criticon. URL consultato il 17 maggio 2010 (archiviato il 19 giugno 2015).
63. ↑  (EN) Jimmy Page: The Song That Changed My Life, su rollingstone.com, 15 aprile 2016. URL consultato il 3 luglio 2017 (archiviato il 15 aprile 2017).
64. 1 2 3  (EN) Musical Influences, su jimmypage.greene.tripod.com. URL consultato il 3 luglio 2017 (archiviato dall'url originale il 26 giugno 2017).
65. 1 2  Mauro Zambellini, 2003, p. 47.
66. ↑  (EN) Montrose, su AllMusic, All Media Network. URL consultato il 7 marzo 2015.
67. ↑  (EN) Jon Pareles, Lollapalooza's Recycled Hormones: Rebellion by the Numbers, su The New York Times, 14 luglio 2007. URL consultato il 17 maggio 2010 (archiviato il 17 giugno 2008).
68. ↑  (EN) Great White, su AllMusic, All Media Network. URL consultato il 7 marzo 2015.
69. ↑  (EN) Kingdom Come, su AllMusic, All Media Network. URL consultato il 7 marzo 2015.
70. ↑  (EN) Tesla, su AllMusic, All Media Network. URL consultato il 7 marzo 2015.
71. ↑  (EN) Tora Tora, su AllMusic, All Media Network. URL consultato il 7 marzo 2015.
72. ↑  (EN) Diamond Head, su AllMusic, All Media Network. URL consultato il 7 marzo 2015.
73. ↑  (EN) Zebra, su AllMusic, All Media Network. URL consultato il 7 marzo 2015.
74. ↑  (EN) Guns N'Roses, su AllMusic, All Media Network. URL consultato il 7 marzo 2015.
75. ↑  (EN) The Cult, su AllMusic, All Media Network. URL consultato il 7 marzo 2015.
76. ↑  (EN) Whitesnake, su AllMusic, All Media Network. URL consultato il 7 marzo 2015.
77. ↑  (ES) Encomium, su reocities.com. URL consultato il 20 aprile 2015 (archiviato dall'url originale il 24 settembre 2015).
78. ↑  (EN) White Stripes biography, su alohacriticon.com. URL consultato il 17 maggio 2010 (archiviato il 16 luglio 2015).
79. ↑  (EN) Deftones, su AllMusic, All Media Network. URL consultato il 7 marzo 2015.
80. ↑  (EN) Gillian Gaar, The Rough Guide to Nirvana. London: Dorling Kindersley, Dorling Kindersley, 2009, ISBN 1-85828-945-9.
81. ↑  (EN) Scott Schinder, Andy Schwartz, Icons of Rock, Greenwood, 2008, ISBN 0-313-33846-9.
82. ↑  (EN) Adam Budofsky, The Drummer: 100 Years of Rhythmic Power and Invention, Hal Leonard, 2006, ISBN 978-1-4234-0567-2. URL consultato il 3 luglio 2017 (archiviato il 19 dicembre 2018).
83. ↑  (EN) Django Haskins, Stand Alone Tracks '90s Rock: Handy Guide, Book & CD, Alfred Music, 1995, ISBN 0-88284-658-2. URL consultato il 3 luglio 2017 (archiviato il 19 dicembre 2018).
84. ↑  (EN) Gustavo Turner, The L.A. weekly interview: Billy Corgan", su laweekly.com, 26 agosto 2010. URL consultato il 3 luglio 2017 (archiviato il 3 dicembre 2017).
85. ↑  (EN) Interview Madonna reviews life on Larry King Live, su articles.cnn.com, 19 gennaio 1999. URL consultato il 3 luglio 2017 (archiviato dall'url originale il 21 gennaio 2012).
86. ↑  (EN) The poet and the princess, su theguardian.com, 8 giugno 2002. URL consultato il 3 luglio 2017 (archiviato dall'url originale il 2 agosto 2017).
87. ↑  (EN) Lady GaGa reveals her touring secrets, su news.bbc.co.uk, 23 gennaio 2009. URL consultato il 3 luglio 2017 (archiviato dall'url originale il 2 agosto 2017).
88. ↑  (EN) Ke$ha: ‘I have 200 songs for my second album’, su nme.com, 5 luglio 2011. URL consultato il 3 luglio 2017 (archiviato dall'url originale il 2 agosto 2017).
89. ↑  (EN) Led Zeppelin: Katie Melua on rock'n'roll riffs that rake the psyche, su independent.co.uk, 7 dicembre 2007. URL consultato il 3 luglio 2017 (archiviato dall'url originale il 19 maggio 2012).
90. ↑  (EN) Will Shade, Dazed and Confused: the incredibly strange saga of Jake Holmes, su furious.com. URL consultato il 17 maggio 2010 (archiviato dall'url originale il 22 novembre 2010).
91. ↑   Jimmy Page, Sony Pictures sued by songwriter over Led Zeppelin song, su reuters.com.
92. ↑  (EN) Whole Lotta Love, su turnmeondeadman.net. URL consultato il 17 maggio 2010 (archiviato dall'url originale il 28 marzo 2007).
93. 1 2 3  (EN) Boogie With Stu by Led Zeppelin, su songfacts.com. URL consultato il 7 luglio 2017 (archiviato dall'url originale il 6 luglio 2017).
94. ↑  (EN) Stairway to Heaven, su turnmeondeadman.net. URL consultato il 17 maggio 2010 (archiviato dall'url originale il 22 marzo 2007).
95. ↑   I Led Zeppelin accusati di plagio per Stairway to Heaven, su Rai News. URL consultato il 21 luglio 2016 (archiviato il 20 agosto 2016).
96. ↑  (EN) Led Zeppelin's 'Stairway To Heaven' Plagiarism Lawsuit Heads To Trial, su HuffPost. URL consultato il 21 luglio 2016 (archiviato il 2 luglio 2016).
97. ↑   Led Zeppelin assolti da accusa di plagio: non hanno copiato Stairway to Heaven, su ANSA. URL consultato il 21 luglio 2016 (archiviato il 28 luglio 2016).
98. ↑   Led Zeppelin, 'Stairway To Heaven' non è un plagio, su la Repubblica. URL consultato il 21 luglio 2016 (archiviato il 28 luglio 2016).
99. ↑   Led Zeppelin riaperto processo per copyright, su ANSA, 29 settembre 2018. URL consultato il 2 ottobre 2018 (archiviato il 2 ottobre 2018).
100. 1 2   Led Zeppelin, non c'è plagio nei confronti degli Spirit: la loro 'Stairway to Heaven' è originale, su la Repubblica, 9 marzo 2020. URL consultato il 10 marzo 2020 (archiviato il 13 settembre 2021).
101. ↑   "Stairway to Heaven" dei Led Zeppelin non è plagio, su ANSA, 9 marzo 2020. URL consultato il 10 marzo 2020 (archiviato il 10 marzo 2020).
102. ↑  Susan Fast, 2001, p. 210.
103. ↑  Carl Lindahl, 2004, pp. 72-133.
104. ↑  (EN) Dave Schulps, Interview with Jimmy Page, in Trouser Press, ottobre 1977. URL consultato il 7 luglio 2017 (archiviato il 28 agosto 2011).
105. 1 2  David Simonelli, 2012, p. 177.
106. ↑   Led Zeppelin, su scaruffi.com. URL consultato il 10 agosto 2017 (archiviato il 20 maggio 2012).

### Enciclopedie
- Riccardo Bertoncelli, Storia leggendaria della musica rock, Firenze, Giunti Editore, 1999, ISBN 88-09-01407-3.
- Alessandro Bonini, Emanuele Tamagnini, I classici del rock: i protagonisti che hanno contribuito a rendere immortale il rock, Roma, Gremese editore, 2005, ISBN 978-88-8440-363-6.
- (EN) Ian Christe, Sound of the Beast: The Complete Headbanging History of Heavy Metal, Allison & Busby, 2004, ISBN 0-7490-8351-4.
- Massimo Cotto, Il grande libro del rock (e non solo), Rizzoli, 2011, ISBN 88-586-1578-6.
- Federico Guglielmi, Cesare Rizzi, Grande enciclopedia rock, Firenze, Giunti Editore, 2002, ISBN 88-09-02852-X.
- (EN) Colin Larkin, The Guinness Encyclopedia of Popular Music, Guinness, 1992, ISBN 0-85112-939-0.
- (EN) Carl Lindahl, Thrills and Miracles: Legends of Lloyd Chandler, vol. 41, n. 2/3, Bloomington, Journal of Folklore Research, 2004.
- Cesare Rizzi, Enciclopedia della musica rock. 1970-1979, Firenze, Giunti Editore, 1996, ISBN 978-88-09-21523-8.
- Luca Signorelli, Metallus. Il libro dell'heavy metal, Giunti Editore, 2001, ISBN 88-09-02230-0.
- (EN) David Simonelli, Working Class Heroes: Rock Music and British Society in the 1960s and 1970s, Lexington, 2012, ISBN 978-0-7391-7052-6.
- Martin C. Strong, The Great Rock Discography, Giunti Editore, 1998, ISBN 88-09-21522-2.
- (EN) Robert Walser, Running with the Devil: Power, Gender, and Madness in Heavy Metal Music, Wesleyan University Press, 1993, ISBN 978-0-8195-6260-9.
- Mauro Zambellini, Rock Blues, Giunti Editore, 2003, ISBN 88-09-02854-6.

### Testi monografici
- AA. VV., Led Zeppelin, Milano, Arcana Editore, 1983, ISBN 88-85008-56-9.
- Federico Ballanti, Led Zeppelin, Roma, Lato Side Editori, 1982.
- (EN) Jon Bream, Whole Lotta Led Zeppelin: The Illustrated History of the Heaviest Band of All Time, Minneapolis, Voyageur Press, 2008, ISBN 0-7603-3507-9.
- (EN) Richard Cole, Richard Trubo, Stairway to Heaven: Led Zeppelin Uncensored, New York, HarperCollins, 1992, ISBN 0-06-018323-3.
- (EN) Stephen Davis, Hammer of the Gods: "Led Zeppelin" Unauthorised, Pan Books, 2005, ISBN 0-330-43859-X.
- (EN) Susan Fast, In the Houses of the Holy: Led Zeppelin and the Power of Rock Music, Oxford University Press, 2001, ISBN 0-19-514723-5.
- Andrea Ian Galli, Le canzoni dei Led Zeppelin, Roma, Editori Riuniti, 2005, ISBN 88-359-5672-2.
- (EN) Dave Lewis, Led Zeppelin: A Celebration, Londra, Omnibus Press, 1991, ISBN 0-7119-2416-3.
- Dave Lewis, Led Zeppelin - Anni di fuoco, Milano, Arcana Editrice, 1993, ISBN 88-7966-018-7.
- (EN) Dave Lewis, The Complete Guide to the Music of Led Zeppelin, Londra, Omnibus Press, 1994, ISBN 0-7119-3528-9.
- (EN) Dave Lewis, Led Zeppelin: Celebration II: The 'Tight But Loose' Files, Londra, Omnibus Press, 2003, ISBN 1-84449-056-4.
- Lucio Mazzi, Led Zeppelin (audiolibro), Padova, Good Mood, 2010, ISBN 978-88-6277-299-0.
- (EN) Luis Rey, Led Zeppelin Live: An Illustrated Exploration of Underground Tapes, Ontario, The Hot Wacks Press, 1997, ISBN 0-9698080-7-0.
- (EN) Keith Shadwick, Led Zeppelin: The Story of a Band and Their Music 1968-1980, San Francisco, Backbeat Books, 2005, ISBN 0-87930-871-0.
- (EN) Mick Wall, When Giants Walked the Earth: A Biography of Led Zeppelin, Londra, Orion Books, 2008, ISBN 978-0-7528-8877-4.
- (EN) Chris Welch, Led Zeppelin, Londra, Orion Books, 1994, ISBN 1-85797-930-3.
- (EN) Chris Welch, Peter Grant: The Man Who Led Zeppelin, Londra, Omnibus Press, 2002, ISBN 0-7119-9195-2.
- (EN) Chris Welch, Led Zeppelin: Dazed and Confused: The Stories Behind Every Song, Londra, Thunder's Mouth Press, 2006, ISBN 1-56025-818-7.
- (EN) Chris Welch, Led Zeppelin: Experience the Biggest Band of the 70s, Carlton Books, 2016, ISBN 1-78097-000-5.
- (EN) Ritchie Yorke, Led Zeppelin: the Definitive Biography, Novato, Underwood-Miller, 1993, ISBN 0-88733-177-7.
- Andrea Ortu, Led Zeppelin: Discografia Completa (recensioni monografiche), su rockandmetalinmyblood.com, 2016. URL consultato il 3 luglio 2017.